# التینلی، تاشوا
التینلی، تاشوا (به لاتین: Altınlı, Taşova) یک منطقهٔ مسکونی در ترکیه است که در استان آماسیه واقع شده‌است.